# LYPD3
LYPD3‏ (LY6/PLAUR domain containing 3) هوَ بروتين يُشَفر بواسطة جين LYPD3 في الإنسان.